# Leo Wilden
Pour les articles homonymes, voir Wilden.
Leo Wilden, né le 3 juillet 1936 et mort le 5 mai 2022 est un footballeur allemand. Il jouait comme défenseur. Il fut de la sélection allemande lors de la Coupe du monde 1962 au Chili.

## Carrière
- 1958-1966 : FC Cologne  Allemagne
- 1966-1969 : Bayer Leverkusen  Allemagne

## Palmarès
- 15 sélections et 0 but avec l'équipe d'Allemagne entre 1960 et 1964.
- Championnat d'Allemagne : 1962 et 1964